# Cholewy (Varsovie-ouest)
Pour les articles homonymes, voir Cholewy.
Cholewy [xɔˈlɛvɨ] est un village polonais de la gmina de Błonie situé dans le powiat de Varsovie-ouest et dans la voïvodie de Mazovie, dans le centre-est de la Pologne.
Il est situé à environ 9 kilomètres à l'ouest de Błonie, à 21 kilomètres à l'ouest de Ożarów Mazowiecki (le chef-lieu du district), et à 35 kilomètres à l'ouest de Varsovie.
Le village a une population de 117 habitants en 2000.